# TFB1M
TFB1M (англ. Transcription factor B1, mitochondrial) – білок, який кодується однойменним геном, розташованим у людей на короткому плечі 6-ї хромосоми. Довжина поліпептидного ланцюга білка становить 346 амінокислот, а молекулярна маса — 39 543.
| 10         |  | 20         |  | 30         |  | 40         |  | 50         |
| ---------- |  | ---------- |  | ---------- |  | ---------- |  | ---------- |
| MAASGKLSTC |  | RLPPLPTIRE |  | IIKLLRLQAA |  | KQLSQNFLLD |  | LRLTDKIVRK |
| AGNLTNAYVY |  | EVGPGPGGIT |  | RSILNADVAE |  | LLVVEKDTRF |  | IPGLQMLSDA |
| APGKLRIVHG |  | DVLTFKVEKA |  | FSESLKRPWE |  | DDPPNVHIIG |  | NLPFSVSTPL |
| IIKWLENISC |  | RDGPFVYGRT |  | QMTLTFQKEV |  | AERLAANTGS |  | KQRSRLSVMA |
| QYLCNVRHIF |  | TIPGQAFVPK |  | PEVDVGVVHF |  | TPLIQPKIEQ |  | PFKLVEKVVQ |
| NVFQFRRKYC |  | HRGLRMLFPE |  | AQRLESTGRL |  | LELADIDPTL |  | RPRQLSISHF |
| KSLCDVYRKM |  | CDEDPQLFAY |  | NFREELKRRK |  | SKNEEKEEDD |  | AENYRL     |

A: Аланін

C: Цистеїн

D: Аспарагінова кислота

E: Глутамінова кислота

F: Фенілаланін

G: Гліцин

H: Гістидин

I: Ізолейцин

K: Лізин

L: Лейцин

M: Метіонін

N: Аспарагін

P: Пролін

Q: Глутамін

R: Аргінін

S: Серин

T: Треонін

V: Валін

W: Триптофан

Кодований геном білок за функціями належить до трансфераз, метилтрансфераз. 
Задіяний у таких біологічних процесах, як транскрипція, регуляція транскрипції, процесінг рРНК. 
Білок має сайт для зв'язування з ДНК, РНК, S-аденозил-L-метіоніном. 
Локалізований у мітохондрії.